# Original Me
Original Me ist das vierte Studioalbum des deutschen Dance-Projekts Cascada.

## Veröffentlichung
Original Me wurde am 19. Juni 2011 als CD und Download veröffentlicht. Es gibt auch eine Special-Edition, bei der eine zweite CD zu finden ist, die aus allen international veröffentlichten Songs besteht. Sie trägt den Namen Greatest Hits. Das Album wurde von Manian und Yanou produziert und über ihr eigenes Label Zooland Records veröffentlicht.

## Mitwirkende und Zusammensetzung
Natalie Horler selbst sagt, dass dieses Album mehr starke Einflüsse der Popmusik hat als die vorherigen Alben. Alle Songs wurden von Yanou und Manian alias Yann Pfeifer und Manuel Reuter geschrieben. Allerdings gab es auch mehrere andere Songwriter, die mitwirkten. Die Lieder wurden von Natalie Horler gesungen. Bei Night Nurse wurde Tony T., der Sänger von R.I.O., dem zweiten Projekt von Yanou und Manian, und bei Evacuate the Dancefloor, Unspoken und Independence Day der deutsche Rapper Carlprit zur Verstärkung geholt.

## Rezeption
Kritiker der Seite My Fanbase gaben dem Album 7 von 9 Punkten und sagten:
Letztendlich passt der Albumtitel doch, denn neben den üblichen Dance-Tracks gibt es auch einige Balladen zu hören, die Natalies schöne Stimme zur Geltung bringen und von der es ruhig mehr geben könnte. Somit ist das Album eine gelungene Mischung aus schnellen und ruhigeren Songs, bei dem nur die Rap-Parts von Carlprit stören.

## Titelliste
Original Me
1. San Francisco – 3:46
2. Au Revoir – 3:08
3. Stalker – 3:32
4. Night Nurse (feat. Tony T. von R.I.O.) – 3:23
5. Pyromania – 3:30
6. Unspoken (feat. Carlprit) – 3:26
7. Original Me – 3:09
8. Sinner on the Dancefloor – 2:56
9. Enemy – 3:29
10. Hungover – 3:48
11. Independence Day (feat. Carlprit) – 3:51
12. San Francisco (Cahill Remix) – 6:34
13. San Francisco (Frisco Remix) – 4:45
14. San Francisco (Wideboys Remix) – 6:41
15. Pyromania (Spencer & Hill Remix) – 5:41
16. Pyromania (Cahill Remix) – 6:16

Greatest Hits
1. Everytime We Touch – 3:19
2. What Hurts the Most – 3:39
3. Evacuate the Dancefloor (feat. Carlprit) – 3:25
4. Truly Madly Deeply – 2:55
5. What Do You Want from Me? – 2:47
6. Bad Boy – 3:13
7. How Do You Do – 3:17
8. A Neverending Dream – 3:24
9. Fever – 3:19
10. Wouldn’t It Be Good – 3:29
11. Dangerous – 2:58
12. Because the Night – 3:26
13. Faded – 2:48
14. Perfect Day – 3:42
15. Last Christmas – 3:52
16. Cascada Megamix* (San Francisco, Au Revoir, Night Nurse, Pyromania, Unspoken, Stalker, Original Me, Sinner on the Dancefloor, Enemy, Hungover, Independence Day) – 5:38[7]

- (*) Nur beim iTunes-Download verfügbar[8]

## Singleauskopplungen (Auswahl)
| Jahr | Titel         | Höchstplatzierung, Gesamtwochen, AuszeichnungChartplatzierungen (Jahr, Titel, , Platzierungen, Wochen, Auszeichnungen, Anmerkungen) | Höchstplatzierung, Gesamtwochen, AuszeichnungChartplatzierungen (Jahr, Titel, , Platzierungen, Wochen, Auszeichnungen, Anmerkungen) | Höchstplatzierung, Gesamtwochen, AuszeichnungChartplatzierungen (Jahr, Titel, , Platzierungen, Wochen, Auszeichnungen, Anmerkungen) | Anmerkungen                              |
| Jahr | Titel         | DE | AT | UK | Anmerkungen                              |
| ---- | ------------- | --- | --- | --- | ---------------------------------------- |
| 2010 | Pyromania     | DE21 (11 Wo.)DE | AT26 (10 Wo.)AT | UK60 (1 Wo.)UK | Erstveröffentlichung: 19. März 2010      |
| 2011 | San Francisco | DE13 (14 Wo.)DE | AT14 (11 Wo.)AT | UK64 (1 Wo.)UK | Erstveröffentlichung: 3. Juni 2011       |
| 2011 | Au Revoir     | DE73 (1 Wo.)DE | AT31 (3 Wo.)AT | — | Erstveröffentlichung: 23. September 2011 |

## Rezeption

### Charts und Chartplatzierungen
| ChartsChartplatzierungen     | Höchstplatzierung | Wochen |
| ---------------------------- | ----------------- | ------ |
| Deutschland (GfK)            | 41 (1 Wo.)        | 1      |
| Österreich (Ö3)              | 46 (3 Wo.)        | 3      |
| Schweiz (IFPI)               | 44 (2 Wo.)        | 2      |
| Vereinigtes Königreich (OCC) | 24 (3 Wo.)        | 3      |

### Auszeichnungen für Musikverkäufe
| Land/Region                  | Auszeichnungen für Musikverkäufe (Land/Region, Auszeichnung, Verkäufe) | Verkäufe |
| ---------------------------- | ---------------------------------------------------------------------- | -------- |
| Vereinigtes Königreich (BPI) | Silber                                                                 | 60.000   |
| Insgesamt                    | 1× Silber ·                                                            | 60.000   |